# Milovice (district de Nymburk)
Pour les articles homonymes, voir Milovice.
Milovice (en allemand : Milowitz) est une ville du district de Nymburk, dans la région de Bohême-Centrale, en République tchèque. Sa population s'élevait à 13 920 habitants en 2024.

## Géographie
Milovice se trouve à 5 km au nord-est de Lysá nad Labem, à 12 km à l'ouest-nord-ouest de Nymburk et à 37 km à l'est-nord-est de Prague.
La commune est limitée par Jiřice, Benátky nad Jizerou et Lipník au nord, par Všejany, Straky, Zbožíčko et Kostomlaty nad Labem à l'est, par Stratov et Lysá nad Labem au sud, et par Stará Lysá et Předměřice nad Jizerou à l'ouest.

## Histoire
La première mention écrite de la localité date de 1396.

## Base de l'Armée soviétique
Base de l'Armée soviétique, Milovice devient en 1968, durant l'invasion de la Tchécoslovaquie par le Pacte de Varsovie, le quartier général du Groupement central des forces armées soviétiques. Les dernières troupes partent en 1991 et le site est abandonné depuis 1995.

## Population
Recensements ou estimations de la population de la commune dans ses limites actuelles :
| 1869* | 1880* | 1890* | 1900* | 1910* | 1921* |
| ----- | ----- | ----- | ----- | ----- | ----- |
| 1 597 | 1 882 | 2 070 | 1 911 | 1 732 | 2 868 |

| 1930* | 1950* | 1961* | 1970* | 1980* | 1991* |
| ----- | ----- | ----- | ----- | ----- | ----- |
| 4 720 | 5 878 | 3 872 | 2 747 | 1 521 | 1 330 |

| 2001* | 2011*  | 2015   | 2016   | 2017   | 2018   |
| ----- | ------ | ------ | ------ | ------ | ------ |
| 4 212 | 10 140 | 10 625 | 10 832 | 11 189 | 11 508 |

| 2019   | 2020   | 2021   | 2022   | 2023   | 2024   |
| ------ | ------ | ------ | ------ | ------ | ------ |
| 11 834 | 12 098 | 12 249 | 12 460 | 13 634 | 13 920 |